# Eriauchenius ratsirarsoni
Eriauchenius ratsirarsoni is een spinnensoort uit de familie Archaeidae. De soort komt voor in Madagaskar.